# Paralepas distincta
Paralepas distincta is een rankpootkreeftensoort uit de familie van de Heteralepadidae. De wetenschappelijke naam van de soort is voor het eerst geldig gepubliceerd in 1949 door Utinomi.